# ブルックリン74分署
ブルックリン74分署（Brooklyn South） は 1997年から1998年まで放送されたテレビドラマである。日本では2001年にWOWOWなどで放送された。全22話。

## 概要
様々な人種が暮らしているブルックリン。そこで働くニューヨーク市警の74分署の警官たちを主役にしたドラマである。

## 登場人物

### レギュラー
- フランク・ドノヴァン巡査部長/ジョン・テニー（吹替：内田直哉）
- リチャード・サントロ巡査部長（最終話で警部補に昇進）/ゲーリー・バサラバ（吹替：巻島康一）
- ジミー・ドイル巡査/ディラン・ウォルシュ（吹替：岩松廉）
- アン・マリー・カーシー巡査/ヤンシー・バトラー（吹替：安藤麻吹）
- ジャック・ロウリー巡査/タイタス・ウェリヴァー（吹替：安井邦彦）
- ノーナ・ヴァレンタイン巡査/クレア・スコット（吹替：朴璐美）
- クレメント・ジョンソン巡査/リチャード・T・ジョーンズ（吹替：遠藤純一）
- フィル・ルサコフ巡査/マイケル・デルイース（吹替：桐本琢也）
- ヘクター・ヴィラヌエヴァ巡査/アダム・ロドリゲス（吹替：阪口周平）
- テリー・ドイル/パトリック・マクゴー（吹替：小上裕通）
- スタン・ジョナス警部補のち警部に昇進/ジェームズ・B・シッキング（吹替：平野稔）
- レイ・マケルウィン巡査/ジョン・フィン（吹替：佐々木敏）

## サブタイトル
| #  | 原題                                       | 邦題             |
| -- | ------------------------------------------ | ---------------- |
| 1  | Pilot (TV-MA)                              | 殉職             |
| 2  | "Life Under Castro"                        | 麻薬の街         |
| 3  | "Why Can't Even a Couple of Us Get Along?" | 仲裁             |
| 4  | "Touched by a Checkered Cab"               | 裁判             |
| 5  | "Clown Without Pity"                       | それぞれの主張   |
| 6  | "A Reverend Runs Through It"               | 協力者           |
| 7  | "Love Hurts"                               | 友情、そして嘘   |
| 8  | "Wild Irish Woes"                          | 光と影           |
| 9  | "McMurder One"                             | 裏取引           |
| 10 | "Dublin or Nothin'"                        | 潜入捜査         |
| 11 | "Gay Avec"                                 | 秘密の事情       |
| 12 | "Exposing Johnson"                         | 疑惑と偏見       |
| 13 | "Tears on My Willow"                       | 経験の重さ       |
| 14 | "Violet Inviolate"                         | 胸の痛み         |
| 15 | "Fisticuffs"                               | 個人的な遺恨     |
| 16 | "Don't You Be My Valentine"                | 告白の波紋       |
| 17 | "Dead Man Sleeping"                        | 親子の絆         |
| 18 | "Fools Russian"                            | トラブルメーカー |
| 19 | "Doggonit"                                 | 偽りと真実       |
| 20 | "Cinnamon Buns"                            | 新しい門出       |
| 21 | "Skel in a Cell"                           | 転換期           |
| 22 | "Queens for a Day"                         | 素晴らしき仲間   |